# Zanthoxylum huberi
Zanthoxylum huberi är en vinruteväxtart som beskrevs av Alma May Waterman. Zanthoxylum huberi ingår i släktet Zanthoxylum och familjen vinruteväxter. Inga underarter finns listade i Catalogue of Life.